# Estádio Avarua Tereora
O Estádio Avarua Tereora (em inglês: Avarua Tereora Stadium) é um estádio multiuso localizado na cidade de Avarua, capital das Ilhas Cook. Oficialmente inaugurado em 1986, é o maior estádio do país em capacidade de público, sendo a principal casa onde a Seleção Cookense de Futebol, a Seleção Cookense de Futebol Feminino e a Seleção Cookense de Rugby mandam seus jogos amistosos e oficiais por competições continentais. Conta com capacidade máxima para 3 000 espectadores.